# Cult of Luna
I Cult of Luna sono un gruppo musicale sludge/post-metal  formatosi a Umeå in Svezia.

## Storia del gruppo
Il gruppo si formò grazie ad alcuni ex membri degli Eclipse nel 1999, prendendo le basi da band come i Katatonia i Meshuggah e i Candlemass.
Riuscirono lentamente a guadagnarsi l'apprezzamento di critica e pubblico, grazie anche ai loro primi lavori Cult of Luna (2001) e The Beyond (2003).
Fu però con Salvation che i Cult of Luna riuscirono finalmente e definitivamente ad emergere dalla scena underground; proponendo un sound aggressivo e doom ma che tagliava i ponti con le classiche sonorità del passato e si apriva a sperimentazioni e nuove scoperte musicali.
I fan e la reputazione del gruppo crebbero molto anche grazie al successivo lavoro Somewhere Along the Highway (2006). Nell'agosto dello stesso anno realizzarono il remake di "Marching to the Heartbeats" tratto dall'ultimo LP e reintitolato "Heartbeats". Il remake fu pubblicato unicamente in rete, attraverso la comunity MySpace.

## Stile
La band, dai primordi orientati verso il doom metal classico, si è via via distaccata dalle origini per approdare a nuove sonorità e sperimentazioni. L'utilizzo di suoni orchestrali e basi di tastiera si è fatto sempre più pregnante tanto da far diventare i "Cult of Luna", insieme agli Isis, dei precursori della scena post-metal moderna.
I brani sono spesso lenti, lunghi e ripetitivi; le sezioni più tipicamente metal sono portate avanti da chitarre distorte e intervallate da suoni orchestrali e melodie post-rock. Stravolgendo parzialmente le classiche strutture dei brani, la band preferisce strutturare i suoi lavori in una sorta di "divenire musicale" rendendo ancora più pregnante l'impressione della progressività dei pezzi.

## Tematiche
Alcune delle tematiche ricorrenti nei testi dei Cult of Luna sono legate alla propaganda politica ed ai pericoli della globalizzazione; spaziando, però, anche verso i diritti degli animali e della natura. Forse, proprio in virtù di questa profonda vena animalista e naturista, 3/4 dei componenti del gruppo sono vegetariani.
Somewhere Along the Highway si è, però, parzialmente allontanato da queste tematiche di fondo, orientandosi e focalizzandosi sull'uomo e sulla solitudine.

## Formazione

### Formazione attuale
- Thomas Hedlund – batteria, percussioni
- Andreas Johansson – basso
- Fredrik Kihlberg – chitarra, voce
- Magnus Líndberg – batteria
- Erik Olòfsson – chitarra
- Johannes Persson – chitarra, voce
- Klas Rydberg – voce
- Anders Teglund – tastiere

### Ex componenti
- Marco Hildén – batteria
- Axel Stattin – basso

## Discografia

### Album in studio
- 2001 – Cult of Luna
- 2003 – The Beyond
- 2004 – Salvation
- 2006 – Somewhere Along the Highway
- 2008 – Eternal Kingdom
- 2013 – Vertikal
- 2016 – Mariner (in collaborazione con Julie Christmas)
- 2019 – A Dawn to Fear
- 2022 – The Long Road North

### Album dal vivo
- 2010 – Live at the Scala
- 2017 – Live at Roadburn 2013
- 2017 – Somewhere Along the Highway: Live at Roadburn 2016
- 2017 – Live at La Gâité Lyrique: Paris

### EP
- 2002 – Cult of Luna
- 2013 – Vertikal II
- 2014 – Eternal Music
- 2021 – The Raging River (in collaborazione con Mark Lanegan)

### Compilation
- 2014 – Eternal Music

### Singoli
- 2006 – Bodies/Recluse

### Split
- 2000 – Switchblade/Cult of Luna (con i Switchblade)
- 2015 – Råångest (con i The Old Wind)

## Videografia
- 2009 – Fire Was Born
- 2010 – Eviga riket
- 2017 – Years in a Day

### Videoclip
- "The Watchtower" da The Beyond (2003). Diretto da Pete Bridgewater.
- "Leave Me Here" da Salvation (2005). Diretto da Anders Forsman e Linus Johansson.
- "Back to Chapel Town" da Somewhere Along the Highway (2006). Diretto da Johannes Persson.
- "Passing Through" da Vertikal (2013). Diretto da Markus Lundqvist.
- "Chevron" da Mariner (2016). Diretto da Dave Longobardo.